# Chandrexa de Queixa
Chandrexa de Queixa – gmina w Hiszpanii, w prowincji Ourense, w Galicji, o powierzchni 171,81 km². W 2011 roku gmina liczyła 586 mieszkańców.